# Baía de Matagorda

A Baía de Matagorda (em inglês:  Matagorda Bay) é um grande estuário da costa do Texas, localizada entre os condados de Calhoun e de Matagorda. O rio Colorado deságua na baía, na altura do caminho para o Golfo do México. A baía é separada desse golfo pela Península de Matagorda. A cidade de Port O'Connor está localizada em sua costa. A baía de Matagorda tem, aproximadamente, 910 km² (320 sqm) de área.
A baía de Matagorda possui várias extensões. A baía de Lavaca estende-se do Oeste até a foz do rio Lavaca, localizada na cidade de Port Lavaca. A baía de Tres Palacios estende-se do Norte à foz do rio Tres Palacios, e conecta-se com a cidade de Palacios. As baías Turtle, Carancahua, Keller e Cox são outras entradas de Matagorda.
No extremo Norte da baía um istmo formado pela ilha Egret e os bancos extensivos do rio Colorado conectam o continente com a Península de Matagorda e separam a baía de Matagorda da baía de Matagorda do Leste, que se encontra no condado de Matagorda, estendendo-se desde o rio Colorado, para o Oeste, até a área de Sargent, a Leste.